# Stefan Markolf
Stefan Markolf (* 3. Januar 1984 in Witzenhausen) ist ein gehörloser ehemaliger deutscher Fußballspieler.

## Biographie
Nach den Jugend-Stationen VfB Witzenhausen, KSV Hessen Kassel und KSV Baunatal bestritt der linksfüßige Linksaußenverteidiger Markolf in der Saison 2002/03 sein erstes Oberligaspiel für den KSV Baunatal. Im Jahre 2004 wechselte Markolf gemeinsam mit seinem Mitspieler Henning Lichte zur Regionalliga-Mannschaft des 1. FSV Mainz 05. Im ersten Jahr in Mainz stieg Markolf in die Oberliga ab, absolvierte aber einen Testspieleinsatz in der Bundesliga-Mannschaft. Ab der Saison 2005/06 stand er unter Trainer Jürgen Klopp im Profikader der Mainzer; den ersten Einsatz hatte er am 24. August 2007 beim Spiel gegen Borussia Mönchengladbach. 2008/09 spielte er beim Wuppertaler SV Borussia in der 3. Liga. 2009 unterschrieb Markolf einen Zweijahresvertrag beim KSV Hessen Kassel. 2010 einigte er sich mit dem Verein auf die vorzeitige Auflösung des Vertrags.
Im Jahre 2011 nahm er an der Fußball-Europameisterschaft der Gehörlosen teil und gewann mit der deutschen Mannschaft die Bronzemedaille. Nach dreimonatiger Vereinslosigkeit unterschrieb er einen neuen Vertrag bei seinem alten Verein KSV Baunatal. Mit dem Verein stieg er als Meister der Hessenliga 2013 in die Regionalliga Südwest auf.
Markolf beendete seine Karriere als Fußballer im Jahre 2014 und ist seitdem als Physiotherapeut und Osteopath tätig. Er ist verheiratet und hat zwei Kinder.

## Besonderheit
Markolf ist von Geburt an fast völlig gehörlos. Dank logopädischer Förderung hat er eine nahezu fehlerfreie Aussprache. Trotz seiner Behinderung wird Markolf eine gute Spielübersicht bescheinigt. Er trägt im Spiel Spezialhörgeräte.